# Günter Wienhold
Günter Wienhold (* 21. Januar 1948 in Duisburg; † 21. September 2021) war ein deutscher Fußballspieler, der als Torwart von Eintracht Frankfurt im Jahre 1975 den DFB-Pokal gewann.

## Laufbahn

### Anfänge und Olympia 1972
Seine Fußballerlaufbahn begann Wienhold im Alter von acht Jahren beim Duisburger Vorstadtverein DJK Wanheimerort, aus dessen A-Jugend er im Sommer 1966 zur „Fohlenmannschaft“ des Meidericher SV zu wechselte. In der Bundesligaelf der „Zebras“ stand zu dieser Zeit mit Manfred Manglitz ein erstklassiger Torhüter mit Perspektive für die nächsten Jahre. Bei einer Pokalbegegnung zwischen den MSV-Amateuren und Eintracht Frankfurt wurde er von einem Vorstandsmitglied des südbadischen FC Singen 04 entdeckt.
Der zum FC Singen 04 gewechselte Fußballtorhüter absolvierte parallel eine Betriebsschlosserlehre und den Wehrdienst. Wienhold errang mit dem FC in der Runde 1971/72 die Meisterschaft in der 1. Amateurliga Schwarzwald-Bodensee und nahm an der Aufstiegsrunde zur Regionalliga Süd teil. Da Punktgleichheit mit jeweils 9:3 Zählern nach den Gruppenspielen mit dem SV Waldhof Mannheim bestand, entschied ein Entscheidungsspiel in Offenburg über den Aufstieg in die Regionalliga Süd. Am 17. Juni 1972 gewannen die „Waldhof-Buben“ das Entscheidungsspiel mit 1:0 Toren. Zuvor, am 12. Januar 1972, hatte der Torhüter von Singen 04 in der Fußballnationalmannschaft der Amateure beim Länderspiel in Utrecht gegen die Niederlande (Junioren) mit einem 2:0-Sieg debütiert. Zwei weitere Einsätze im Tor der DFB-Auswahl am 15. März und 18. April gegen Frankreich bzw. Dänemark bestritt er noch in der Rückrunde 1971/72. In allen drei Begegnungen – sie endeten 2:0, 4:0 und 1:0 – kassierte Wienhold kein Tor. Damit spielte er sich auf der Zielgeraden in den Kader für die Olympischen Spiele 1972 in München. Zur Runde 1972/73 wechselte er in die Bundesliga zu Eintracht Frankfurt, blieb aber Olympiaamateur und konnte deshalb mit den DFB-Amateuren das olympische Fußballturnier im August/September 1972 bestreiten.
Jupp Derwall, der Assistenztrainer von Bundestrainer Helmut Schön, war für die Amateurnationalmannschaft verantwortlich und ging mit Günter Wienhold als Nummer eins in das Turnier, Hans-Jürgen Bradler musste mit der Reservistenrolle vorliebnehmen. In den fünf Turnierspielen gegen Malaysia, Marokko, USA, Mexiko und Ungarn hütete Wienhold das DFB-Tor. Im abschließenden Prestigespiel am 8. September in München gegen die DDR tauschten Bradler und Wienhold die Rollen. Der erhoffte Olympiaerfolg blieb zwar aus, das Erlebnis der Olympischen Spiele als aktiver Teilnehmer stellte aber trotzdem einen Höhepunkt der sportlichen Laufbahn von Wienhold dar.

### Eintracht Frankfurt 1972 bis 1978
Trainer Erich Ribbeck setzte in der ersten Saison von Wienhold in Frankfurt noch eindeutig auf Peter Kunter im Tor. Der Torhüter der Amateurnationalmannschaft konnte in der Saison 1972/73 in nur vier Einsätzen sein Können unter Beweis stellen. Trainer Dietrich Weise löste die Konkurrenzsituation im Tor salomonisch: Kunter und Wienhold standen je eine Halbserie im Tor der Eintracht, beide kamen in der Runde 1973/74 auf je 17 Einsätze. Im DFB-Pokal stand Wienhold bei den Erfolgen gegen Tennis Borussia Berlin, KSV Hessen Kassel und den 1. FC Köln im Tor, dann war Kunter an der Reihe: Er war Torhüter im Halbfinale gegen den FC Bayern München wie im Finale am 17. August 1974 beim 3:1-Erfolg nach Verlängerung gegen den Hamburger SV. Als im zweiten Trainerjahr von Dietrich Weise die Eintracht bis auf den dritten Rang in der Bundesliga vorstieß, war der Wechsel von Kunter zu Wienhold mit 13 bzw. 21 Einsätzen fast vollzogen. Im DFB-Pokal war Wienhold unumschränkt im Jahr 1975 der Eintracht-Torhüter. So auch im Finale am 21. Juni in Hannover gegen den MSV Duisburg, welches die Hessen mit 1:0 Toren gewannen.
Als es mit Frankfurt in der Tabelle im Jahr 1976 nach unten ging, die Riederwälder landeten auf dem 9. Rang, kam Wienhold in der Bundesliga auf 24 Einsätze, bestritt alle vier Begegnungen im Pokal, darunter auch das mit 0:1 nach Verlängerung verlorene Achtelfinalspiel am 31. Januar 1976 bei Hertha BSC und alle vier Spiele im Europapokal der Pokalsieger. Nach dem Abschied von Trainer Weise im Sommer 1976 änderte sich die Situation für Wienhold deutlich: Jetzt wurde im Waldstadion auf Heinz-Josef Koitka gesetzt, und Wienhold kam in der Runde 1976/77 lediglich noch zu drei Bundesligaeinsätzen. 1978 bestritt Koitka alle 34 Spiele, und Wienhold wechselte im August 1978 in den Breisgau zum SC Freiburg in die 2. Bundesliga.
Für Eintracht Frankfurt hütete Wienhold von 1972 bis 1978 in 69 Bundesliga- und sechs Europacupspielen das Tor und bestritt dreizehn DFB-Pokalspiele.

### SC Freiburg 1978 bis 1985
In Freiburg konnte Wienhold wieder sein Können unter Beweis stellen. Am fünften Spieltag der Saison 1978/79, der SC hatte unter dem Druck der Bilanz von 0:14 Toren und 0:8 Punkten den 15-fachen Amateurnationalspieler Wienhold aus Frankfurt nachverpflichtet, hütete er erstmals das Tor im Dreisamstadion. Dem SC gelang die Wende, der Mannschaft gelang mit Torhüter Wienhold der erste Sieg in der Runde mit 4:3 Toren gegen den 1. FC Saarbrücken.
Bis zum Jahr 1985 bestritt der Torhüter 204 Spiele mit dem SC Freiburg. Mit 37 Jahren beendete der zwischenzeitlich als Kaufmann angestellte Wienhold seine Karriere. In der Runde 1989/90 half er nochmals mit 41 Jahren für ein Spiel dem SC aus und kam damit auf 205 Einsätze in der 2. Fußball-Bundesliga.
Als Inhaber der A-Lizenz als Fußballtrainer machte er sich nach Beendigung seiner aktiven Laufbahn als Handelsvertreter selbstständig und betrieb seit 1998 an der Universität Freiburg einen „Uni-Shop“.
Am 21. September 2021 starb Günter Wienhold nach langer Krankheit. Sowohl Eintracht Frankfurt als auch der SC Freiburg, aber auch sein Jugendverein DJK Wanheimerort widmeten ihm einen ehrenden Nachruf.